# Accidente del Convair 340 en Pretoria de 2018
El 10 de julio de 2018, un Convair 340 propiedad del museo de aviación holandés Aviodrome se estrelló durante un vuelo de prueba en Pretoria, Sudáfrica. El avión sufrió un incendio en el motor momentos después del despegue, y se estrelló contra un edificio de fábrica mientras la tripulación intentaba devolverlo al Aeropuerto de Wonderboom.

## Aeronave

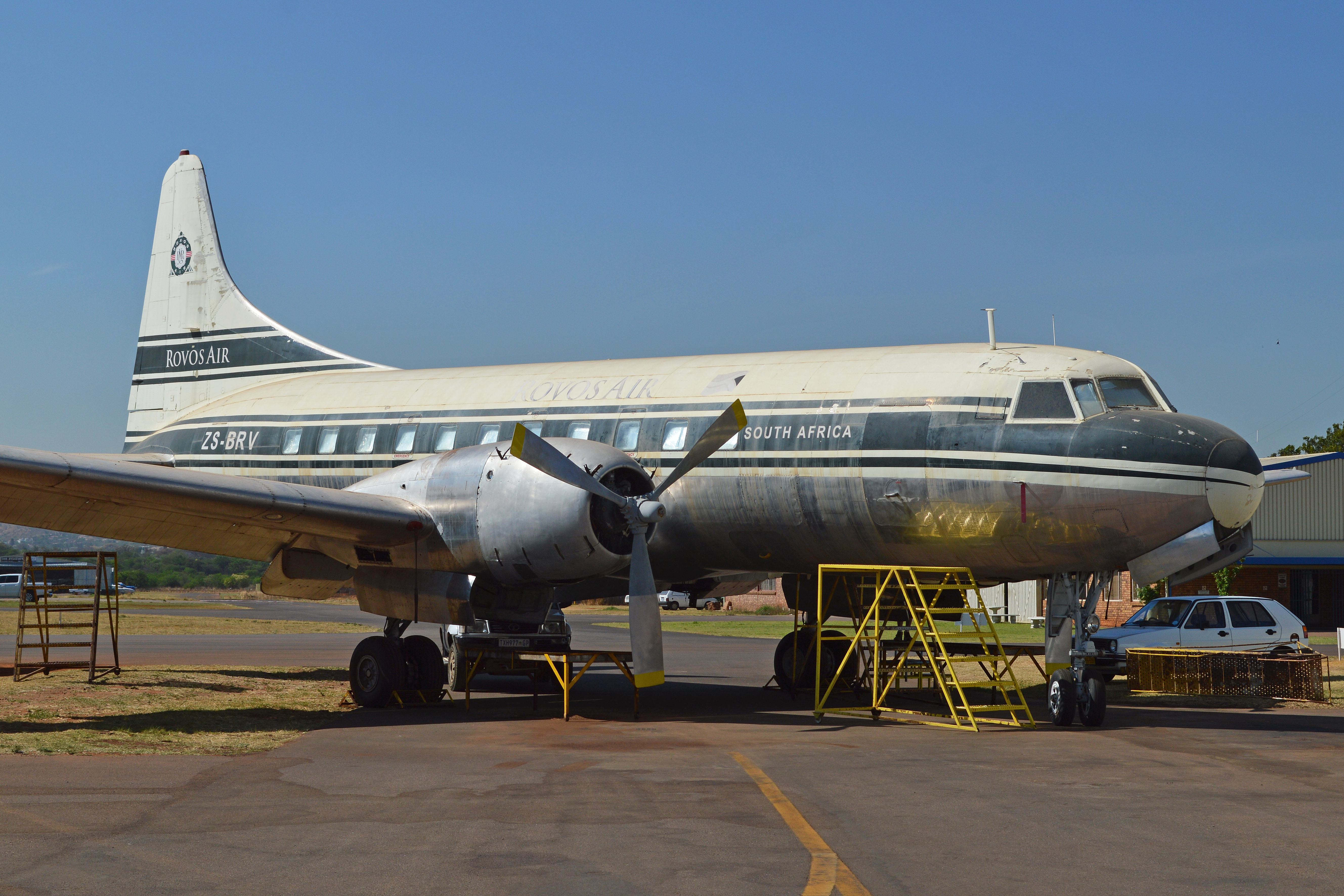
El avión involucrado en 2014

El avión, un Convair 340 registrado ZS-BRV, fue entregado originalmente a la Fuerza Aérea de los Estados Unidos (USAF) en 1954 como C-131D. Fue retirado del servicio de la USAF en 1987 y estuvo almacenado durante cinco años antes de su conversión para uso civil y operación por varias compañías como Líneas Aéreas Canedo, Frigorífico Santa Rita, entre otras, siendo finalmente adquirido por Rovos Air (la división de aviación del operador ferroviario sudafricano Rovos Rail), que comenzó a utilizar el avión para viajes de safari de lujo en Sudáfrica en 2001.  El avión fue retirado en 2009 y permaneció sin uso hasta mayo de 2018, cuando Rovos Air lo donó al museo de aviación holandés Aviodrome. El museo hizo restaurar el avión y lo pintó con los colores de Martin's Air Charter, una compañía de vuelos chárter holandesa que operó aviones Convair en la década de 1950 (que todavía opera en 2018, como la aerolínea de carga Martinair) y se hicieron planes para volar el avión a los Países Bajos a través de África Oriental y Europa Central, partiendo el 12 de julio.

## Pasajeros y tripulación
El avión transportaba 16 pasajeros y tenía una tripulación de tres personas: dos pilotos y un ingeniero de vuelo.
Los dos pilotos eran australianos; el capitán Ross Kelly, de 65 años, era un capitán de verificación senior retirado del Airbus A380 de Qantas, mientras que el primer oficial Douglas Haywood, de 58 años, era capitán de verificación y entrenamiento de la flota de Airbus A380 de la misma aerolínea. Ambos pilotos eran miembros de la Sociedad de Restauración de Aviación Histórica de Australia (HARS) y previamente habían volado otro antiguo Convair de Rovos Air a la base de HARS en el Aeropuerto Regional de Illawarra al sur de Sídney en 2016; y cada uno tenía más de 30 años de experiencia de vuelo en varios tipos de aeronaves. El ingeniero de vuelo, Christo Barnard, de 55 años, era sudafricano.
| Nacionalidades | Pasajeros | Tripulación | Total |
| -------------- | --------- | ----------- | ----- |
| Australia      | 1         | 2           | 3     |
| Países Bajos   | 3         | 0           | 3     |
| Sudáfrica      | 12        | 1           | 13    |

## Accidente
La aeronave se estaba preparando para realizar un vuelo de prueba en para su vuelo de entrega. Poco después del despegue, el motor izquierdo del avión comenzó a emitir humo marrón. Las imágenes tomadas desde el interior del avión muestran que el motor comenzó a vibrar y que salía fuego del escape del motor. Los pilotos iniciaron inmediatamente el regreso al Aeropuerto de Wonderboom pero no pudieron completar la maniobra y el avión se estrelló contra una fábrica aproximadamente a 2 km (1,2 mi) desde el aeropuerto aproximadamente a las 4:30 pm hora local. El ingeniero de vuelo murió en el accidente  y el piloto al mando sucumbió a sus heridas unos 18 meses después del accidente.

## Investigación
El Departamento de Investigación de Accidentes e Incidentes de la Autoridad de Aviación Civil de Sudáfrica inició una investigación y se comprometió a presentar un informe inicial dentro de los 30 días siguientes al accidente. En agosto de 2018 se publicó un informe preliminar sobre el accidente. El infrome preliminar dijo que los pilotos no siguieron los procedimientos de verificación prescritos cuando descubrieron que el motor izquierdo se había incendiado. Las imágenes de los videos recuperados de la cabina mostraron que el capitán era el piloto que volaba, mientras que el primer oficial estaba haciendo el trabajo de comunicación a través de la radio. Las imágenes también muestran al ingeniero de mantenimiento del avión autorizado (LAME) operando los controles del motor del avión. Además, “durante el rodaje, el despegue y el vuelo, hasta momentos antes del accidente, se vió a uno de los pasajeros de pie en el área de la cabina detrás del ingeniero de vuelo”. “La GoPro que grabó el video también muestra que los pilotos no estaban seguros de si habían retraído los trenes de aterrizaje”, ya que se les puede escuchar preguntándose entre sí si los trenes estaban afuera o no. También muestra que, aunque los pilotos y el ingeniero de vuelo fueron informados del incendio del motor izquierdo, se preguntaban entre sí qué motor estaba en llamas, se lee en el informe preliminar. Las imágenes del GoPro también mostraron que “en ningún momento los pilotos o el ingeniero discutieron o intentaron extinguir el incendio del motor izquierdo, ya que el sistema de extinción de incendios del motor izquierdo nunca se activó”. El informe preliminar señaló que la aeronave estaba certificada para ser operada por dos pilotos y “no estaba claro por qué se le permitió al ingeniero de vuelo operar los controles del motor durante la operación de la aeronave” y señaló que “se encontró que la gestión de los recursos de la tripulación en la cabina era deficiente”.
La Autoridad de Aviación Civil de Sudáfrica publicó su informe final el 28 de agosto de 2019, un año después del accidente. Indicando que la causa probable del accidente fue el mal mantenimiento de los motores y múltiples errores de los pilotos no calificados, como continuar el vuelo luego de que el motor izquierdo se incendiara. Los primeros indicios de la falla del motor izquierdo fueron diagnosticados erróneamente por el personal de mantenimiento como una lectura errática del instrumento.